# 米济亚克县
米济亚克縣（法語：canton de Muzillac）是法国莫尔比昂省的一個县（省级选区），位於法國西北部，中央投票站位于米济亚克。在2015年三月生效的法國縣級邊界重劃中改變了邊界。
以下為位於米济亚克縣的市鎮列表：
1. 昂邦
2. 阿尔扎勒
3. 比利耶
4. 卡莫埃勒
5. 达姆冈
6. 费雷勒
7. 勒盖尔诺
8. 马尔藏
9. 米济亚克
10. 尼维亚克
11. 努瓦亚勒-米济亚克
12. 佩欧勒
13. 佩内坦
14. 拉罗什贝尔纳
15. 圣多莱